# Róbert Waltner
Dans le nom hongrois Waltner Róbert, le nom de famille précède le prénom, mais cet article utilise l’ordre habituel en français Róbert Waltner, où le prénom précède le nom.
Róbert Waltner (né le 20 septembre 1977 à Kaposvár en Hongrie) est un footballeur international hongrois.

## Palmarès
- Zalaegerszeg TE

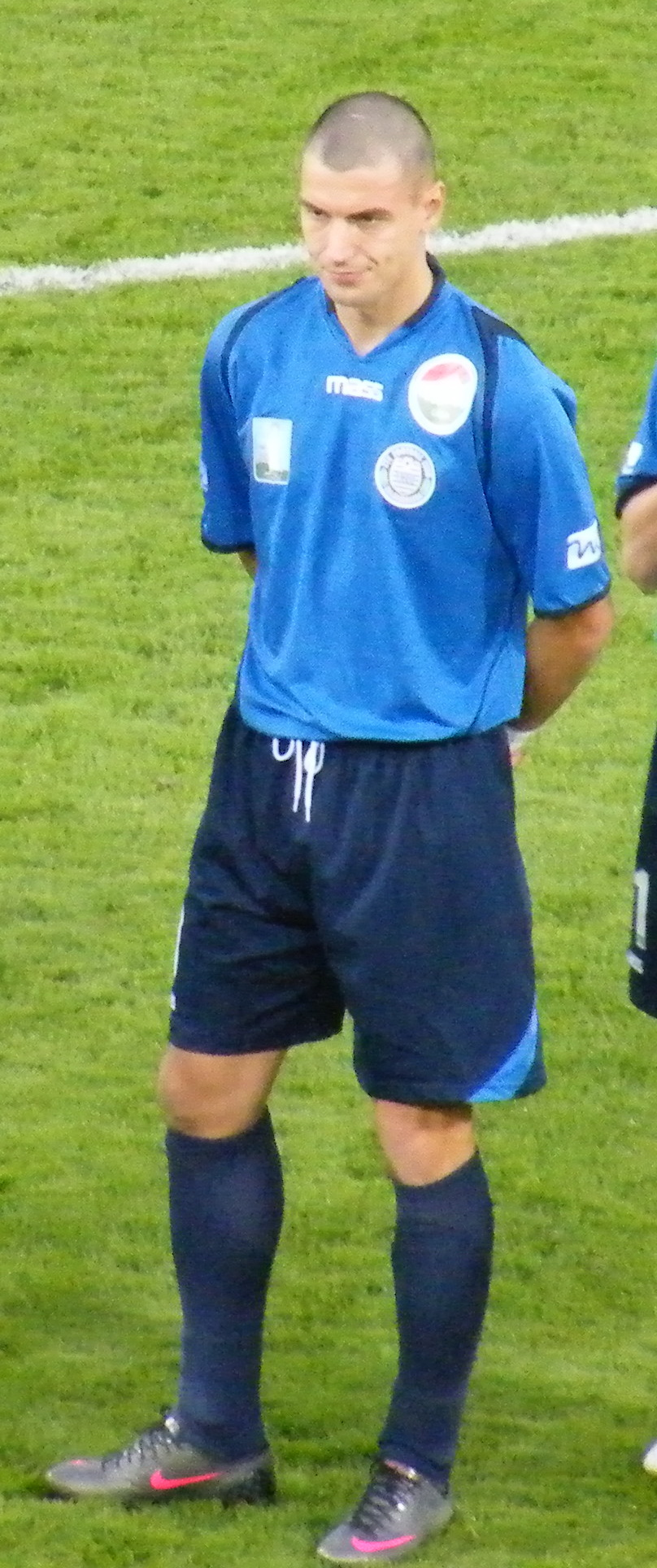

  - Championnat de Hongrie: Vainqueur en 2002
  - Supercoupe de Hongrie: Finaliste en 2002
  - Championnat de Hongrie: Meilleur buteur en 2008

- Boca Juniors
  - Coupe intercontinentale: 2003
  - Copa Libertadores: 2003